# 旭堂鱗林
旭堂 鱗林 （きょくどう りんりん、1973年8月21日 - ）は、中京圏を拠点に活動する講談師、タレント。本名は伊藤 真由美。なみはや講談協会、サンミュージックアカデミー名古屋（業務提携）所属。

## 経歴
愛知県名古屋市熱田区出身・在住。生家は熱田区二番。両親と祖父母、3歳上の兄。父・祖父ともに公務員という真面目な環境に育つ。名古屋市立桜台高校、短期大学を卒業後、幼稚園教員、ブライダルコーディネーターを経て話すことに興味を持ち、テレビタレントセンターに通う。
2000年4月に東海ラジオのレポートドライバーに採用、同局のリポーター、ラジオパーソナリティとして活動。
そのかたわら、水谷ミミの紹介で2006年より講談師の旭堂南鱗に師事し、2009年4月1日に「古池鱗林」の名で講談師としての本格的な活動を始めた。2016年4月より正式に上方講談協会（2017年からなみはや講談協会）に所属し、高座名「旭堂鱗林」として大阪で修業（大須演芸場など名古屋での仕事は続けていた）。2018年4月に年季明けとなった。以降は名古屋の芸人（講談師）として、大須演芸場の定席興行にレギュラー出演している。
名古屋観光文化交流特命大使。2014年1月より愛西市観光大使。2014年10月より熱田区おしゃべり大使（熱田区広報大使）。白鳥庭園広報大使。また、瀬戸市のコミュニティFMの番組に出演する中で藤井聡太人気を肌で感じ、2017年6月に講談『藤井聡太物語』を創作、演じるようになる。その縁で2018年7月、瀬戸市広報大使を委嘱される。2023年8月7日、東京での第81期名人就位式祝賀会では祝辞を述べ、本人を前に「藤井聡太物語」の一部を口演した。
講談の口演と東海ラジオでは「旭堂鱗林」名義で活動しているが、結婚式の司会等では「古池真由美」名義を使用しており、講談師名と本名（ただし「古池」は旧姓）を併用している模様である（この件については本人から明確な見解が出されていない）。2006年に結婚したフレンチシェフの夫がいる。
2023年から東京でも定期的に講談会を開いている。お江戸上野広小路亭「しのばず寄席」、鈴本演芸場「琴調七夜」（2024年 - ）の講談二ツ目枠にも出演している。

## 出演番組

### 現在
- サンキューイブニング[14] 火曜日（RADIO SANQ） 登龍亭獅篭と共演
  - うち「藤井聡太全力応援！ 名人への道」は、RADIO SANQのYoutubeチャンネルから生配信されている。
  - 藤井聡太対局時、RADIO SANQのyoutubeチャンネルでの応援生配信（瀬戸市）にもスケジュールの都合のつく時は随時出演している。

このほか、東海ラジオのワイド番組にリポーターとして出演することがある。

### 過去
ラジオ（すべて東海ラジオ）
- レポートドライバー（2000年4月 - 2005年3月）
- 愛・地球博担当リポーター（2005年3月 - 9月）
- 土曜はごきげん天野良春ショー（2002年4月 - 2003年3月）
- 2COOL! - 「スズキアリーナ夕焼け応援団」リポーター
- 源石和輝の土曜スタイル! - 「古池真由美のこの街どーだ！」リポーター
- 多田木・古池 茶の間でショウ（2012年4月 - 2014年9月） - アシスタント
- あかひげ先生!ズバリ解決

配信
- 大喜利セーフ22 - （Youtube、2020年4月～2022年1月30日）
- 新ニッポンの話芸ポッドキャスト（Youtube、第521回、2022年10月14日）

## ソフト

### 書籍
- 講談ぐるぐるりんりん（ゆいぽおと、2022年）画：登龍亭獅篭

### CD
- 上方講談シリーズ 5 旭堂鱗林（レベル、2019年）-「秀吉と易者」「藤井聡太物語 2018年バージョン」収録

### 音声ガイド
- 姫路城プレミアムオーディオガイド（2021年4月～）[15][16]
- 浜松市美術館「北斎展 師と弟子たち」オーディオガイド（2023年4月～6月）